# Bukovje Križevačko
Bukovje Križevačko – wieś w Chorwacji, w żupanii kopriwnicko-kriżewczyńskiej, w mieście Križevci. W 2011 roku liczyła 316 mieszkańców.